# Pałac Monserrate
Pałac Monserrate (port: Palácio de Monserrate) – duża willa w stylu egzotycznego pałacu, położona w pobliżu Sintry, w Portugalii. Znajduje się w miejscowości São Martinho, leżącej w granicach gminy (port. município) Sintra.
Według legendy w czasach rekonkwisty, krótko po zdobyciu Sintry od Maurów (ok. 1093 r.), król Alfons I Zdobywca kazał postawić tu kaplicę poświęconą Matce Boskiej. Nazwa pałacu i przyległych ogrodów ma pochodzić od kolejnej kaplicy, poświęconej Madonnie z Monserrat, zbudowanej tu przez zakonnika Gaspara Preto w 1540 r., po jego wizycie w sanktuarium Monserrat, niedaleko Barcelony w Hiszpanii. Właścicielem tych terenów był wówczas Królewski Szpital Wszystkich Świętych z Lizbony. Świątynia funkcjonowała do XVIII wieku, na początku którego kaplica została opuszczona.
W 1718 r. majątek Monserrate przeszedł w ręce Caetano Melo e Castro, mistrza Zakonu Rycerzy Chrystusa i wicekróla Indii Portugalskich. Poważnie zniszczony przez trzęsienie ziemi w 1755 r. został w 1789 r. wydzierżawiony zamożnemu irlandzkiemu biznesmenowi, Geraldowi de Visme. Ten zlecił budowę, na miejscu zruinowanej kaplicy, neogotyckiego pałacu, w którym mieszkał przez krótki okres.
W 1794 roku Montserrate podnajął angielski pisarz William Beckford, który odnowił pałac i założył otaczające go rozległe ogrody. W 1809 roku Lord Byron odwiedził to miejsce i opisał je jako „pierwsze i najważniejsze piękne miejsce w Królestwie” w swym pierwszym, wielkim dziele - poemacie dygresyjnym  pt. „Wędrówki Childe Harolda”.
W 1856 roku opuszczoną posiadłość wynajął inny bogaty Anglik, Francis Cook, późniejszy 1. wicehrabia Monserrate. Wkrótce, w 1863 r., kupił ją na własność. Kazał on zbudować obecny, wspaniały pałac w stylu neomauretańskim z elementami neogotyku, którego architektura inspirowana jest m.in. budowlami z okresu Wielkich Mogołów. Kompleks stał się doskonałym przykładem architektury romantycznego historyzmu oraz niezwykłej kreatywności architekta Jamesa T. Knowlesa.
Nieruchomość i otaczające ją tereny łowieckie zostały przejęte przez państwo portugalskie w 1949 r.. W 1978 r.  Park i Pałac Monserrate zostały sklasyfikowane jako obiekt Dobra Publicznego.